# Kézilabda a 2014. évi nyári ifjúsági olimpiai játékokon
A 2014. évi nyári ifjúsági olimpiai játékokon a kézilabda mérkőzéseinek Nankingban a Jiangning Sports Center adott otthont augusztus 20. és 25. között. A fiúknál és a lányoknál is 6–6 csapat szerepelt.

## Naptár
Az időpontok helyi idő szerint (UTC+8) értendők.
| Dátum         | Időpont     | Versenyszám                   |
| ------------- | ----------- | ----------------------------- |
| Augusztus 20. | 14:00 16:00 | Lány, csoportkör              |
| Augusztus 20. | 18:00 20:00 | Fiú, csoportkör               |
| Augusztus 21. | 14:00 16:00 | Lány, csoportkör              |
| Augusztus 21. | 18:00 20:00 | Fiú, csoportkör               |
| Augusztus 22. | 14:00 16:00 | Lány, csoportkör              |
| Augusztus 22. | 18:00 20:00 | Fiú, csoportkör               |
| Augusztus 24. | 09:00       | Lány, 5. helyért, 1. mérkőzés |
| Augusztus 24. | 11:00       | Fiú, 5. helyért, 1. mérkőzés  |
| Augusztus 24. | 13:00 15:30 | Lány, elődöntők               |
| Augusztus 24. | 18:00 20:30 | Fiú, elődöntők                |
| Augusztus 25. | 09:00       | Lány, 5. helyért, 2. mérkőzés |
| Augusztus 25. | 11:00       | Fiú, 5. helyért, 2. mérkőzés  |
| Augusztus 25. | 13:00       | Lány, bronzmérkőzés           |
| Augusztus 25. | 15:30       | Fiú, bronzmérkőzés            |
| Augusztus 25. | 18:00       | Lány, döntő                   |
| Augusztus 25. | 20:30       | Fiú, döntő                    |

## Éremtáblázat
(A táblázatokban az egyes számoszlopok legmagasabb értéke vastagítással kiemelve.)
| A 2014. évi nyári ifjúsági olimpiai játékok éremtáblázata kézilabdában | A 2014. évi nyári ifjúsági olimpiai játékok éremtáblázata kézilabdában | A 2014. évi nyári ifjúsági olimpiai játékok éremtáblázata kézilabdában | A 2014. évi nyári ifjúsági olimpiai játékok éremtáblázata kézilabdában | A 2014. évi nyári ifjúsági olimpiai játékok éremtáblázata kézilabdában | Olimpia  |
| ---------------------------------------------------------------------- | ---------------------------------------------------------------------- | ---------------------------------------------------------------------- | ---------------------------------------------------------------------- | ---------------------------------------------------------------------- | -------- |
|                                                                        | Ország                                                                 | Arany                                                                  | Ezüst                                                                  | Bronz                                                                  | Összesen |
| 1.                                                                     | Dél-Korea (KOR)                                                        | 1                                                                      | 0                                                                      | 0                                                                      | 1        |
| 1.                                                                     | Szlovénia (SLO)                                                        | 1                                                                      | 0                                                                      | 0                                                                      | 1        |
|                                                                        |                                                                        |                                                                        |                                                                        |                                                                        |          |
| 3.                                                                     | Egyiptom (EGY)                                                         | 0                                                                      | 1                                                                      | 0                                                                      | 1        |
| 3.                                                                     | Oroszország (RUS)                                                      | 0                                                                      | 1                                                                      | 0                                                                      | 1        |
|                                                                        |                                                                        |                                                                        |                                                                        |                                                                        |          |
| 5.                                                                     | Norvégia (NOR)                                                         | 0                                                                      | 0                                                                      | 1                                                                      | 1        |
| 5.                                                                     | Svédország (SWE)                                                       | 0                                                                      | 0                                                                      | 1                                                                      | 1        |
|                                                                        |                                                                        |                                                                        |                                                                        |                                                                        |          |
| Összesen                                                               | Összesen                                                               | 2                                                                      | 2                                                                      | 2                                                                      | 6        |

## Érmesek

### Fiú
| A 2014. évi nyári ifjúsági olimpiai játékok érmesei fiú kézilabdában | A 2014. évi nyári ifjúsági olimpiai játékok érmesei fiú kézilabdában | A 2014. évi nyári ifjúsági olimpiai játékok érmesei fiú kézilabdában | A 2014. évi nyári ifjúsági olimpiai játékok érmesei fiú kézilabdában |
| -------------------------------------------------------------------- | -------------------------------------------------------------------- | -------------------------------------------------------------------- | -------------------------------------------------------------------- |
| Arany                                                                | Ezüst                                                                | Bronz                                                                |                                                                      |
| Szlovénia (SLO)                                                      | Egyiptom (EGY)                                                       | Norvégia (NOR)                                                       |                                                                      |

### Lány
| A 2014. évi nyári ifjúsági olimpiai játékok érmesei lány kézilabdában | A 2014. évi nyári ifjúsági olimpiai játékok érmesei lány kézilabdában | A 2014. évi nyári ifjúsági olimpiai játékok érmesei lány kézilabdában | A 2014. évi nyári ifjúsági olimpiai játékok érmesei lány kézilabdában |
| --------------------------------------------------------------------- | --------------------------------------------------------------------- | --------------------------------------------------------------------- | --------------------------------------------------------------------- |
| Arany                                                                 | Ezüst                                                                 | Bronz                                                                 |                                                                       |
| Dél-Korea (KOR)                                                       | Oroszország (RUS)                                                     | Svédország (SWE)                                                      |                                                                       |